# Antonín Závodný
Antonín Závodný (Nesovice (Zuid-Moravië), 2 maart 1922 – Brno, 8 september 1990) was een Tsjechisch componist.

## Levensloop
Závodný deed studies pedagogiek en was leraar aan verschillende basisscholen in Tsjechië. Ook toen  hij zijn vakbekwaamheid door studies aan verschillende muziekacademiën had voltooid, kan man hem als componist omschrijven die voornamelijk autodidactisch gewerkt heeft. Hij schreef vooral voor het basisniveau van de harmonieorkesten met sterke betrekking tot de volksmuziek. Zijn werken werden op vinylplaaten en op cd's opgenomen.

## Composities

### Werken voor harmonieorkest en blaaskapellen
- Bei Trompetenklang, polka
- Das verrückte Herz, polka
- Dein graues Haar, polka
- Die Spinne, polka
- Favorit, galop
- Glücksfall, wals
- Kleines Bildchen, wals
- Nemuzu k vam, polka
- Ostravacka, polka
- Pevnym krokem, mars
- Pristavni romnce, wals
- Reizendes Mädchen, polka
- Rosige Laune, polka
- Schreib Polka
- Velodrom, galop
- Wirst du einmal traurig, wals
- Zitra pujdes za jinou, polka

- Gemeinsame Normdatei: 134571711
- International Standard Name Identifier: 0000 0000 5609 852X
- Nationale Bibliotheek van Tsjechië: ola200204662
- Virtual International Authority File: 79677104
- WorldCat: E39PBJdCvGBJB7FJBbJMdRgR8C